# Chicken Switch
Chicken Switch es un álbum de remixes de Melvins con varios artistas del género noise y experimental, este fue lanzado el 29 de septiembre de 2009. A diferencia de los álbumes de remezcla habitual en el que se le da el remezclador una sola pista para trabajar, para Chicken Switch a cada remixer se le dio un álbum completo para trabajar así podían estirar la creación de las pista (y en algunos casos, más de un álbum completo fue utilizado como material de base). Los nombres de las canciones también fueron seleccionados nuevamente por los remixers.

## Historia
Para la ocasión, el grupo ha cedido el total de su discografía a catorce artistas electrónicos de diversa índole, otorgándoles absoluta libertad a la hora de elegir qué querían remezclar, como querían hacerlo y hasta el nombre que, finalmente, decidiesen ponerle al track. Es por ello que la mayoría de las canciones no están basadas un tema original. Los remixes pueden abarcar desde un LP completo (o más de uno), a una más que reconocible línea de bajo o al bombo marca de la casa. Tampoco se impusieron reglas al respecto. Con predominancia de lo abstracto sobre lo concreto (aunque no falta de nada), los artistas invitados han sabido captar el espíritu Melvins en toda su plenitud. En los temas se detecta el eco cavernoso que rodea la percusión, la fuerza del bajo haciendo retumbar la tierra, las guitarras guerreras o la voz inconfundible de Buzz. Así que, debajo de cualquier amasijo de ruido que aparezca en primer plano, siempre tendremos un elemento “Melvins” inconfundible, que convierte el tema en digno de formar parte de la historia del Rock experimental más actual.
Desde el toque chic y elegantemente concreto de Matmos, hasta el desconcierto sónico de Merzbow, pasando por el insulso trabajo que Panacea entregó para el álbum (una pequeña decepción para alguien que esperaba más del master del Drum`n Bass Industrial), el LP es una recopilación de lo mejor de los inspiradores del Sludge y el rock duro a bajas revoluciones. La incursión de otros artistas de corte más guitarrero, como John Duncan, Lee Ranaldo (cofundador de Sonic Youth) o David Scott Stone (músico de gira del grupo), conceden al disco un respiro electrónico para reconducirnos al sonido Melvins original.
En definitiva, el trabajo supone un acercamiento entre dos formas distintas de entender la música. Un intento de mezclar sonidos de densidades diferentes, tan lejanas y próximas al tiempo. Electrónica y rock unidos bajo el tenebroso abrazo del ruido y la distorsión. Posiblemente, el único nexo que puede hacer exitosa tan, hasta ahora, disparatada unión sonora.

## Lista de canciones
| N.º | Título | Duración |  |
| 1.  | «Washmachine Sk8tronics [Mix]Eye Yamatsuka»                                                                                      | 5:10     |  |
| 2.  | «Emperor Twaddle [Remix]Christoph Heemann»                                                                                       | 4:21     |  |
| 3.  | «She Chokes Her Dying Breath and Does It in My Face [Mix]V/Vm»                                                                   | 4:25     |  |
| 4.  | «Aahhh... [Mix]John Duncan» | 5:03     |  |
| 5.  | «Linkshänder [Mix]Matmos» | 5:12     |  |
| 6.  | «Eggnog Trilogy: She's Ivanhoe/Cancer/Inebriated [Mix]Lee Ranaldo»                                                               | 4:25     |  |
| 7.  | «Snow Rem Rem Ibvz [Mix]Merzbow»                                                                                                 | 5:56     |  |
| 8.  | «Prick Concrète/Revolution M [Mix]David Scott Stone»                                                                             | 3:23     |  |
| 9.  | «Queen [Electroclash Remix]The Panacea»                                                                                          | 4:41     |  |
| 10. | «The Silky Apple Butter of Youth [Mix]Sunroof!»                                                                                  | 3:13     |  |
| 11. | «4th Floor Hellcopter [Mix]Kawabata Makoto»                                                                                      | 5:00     |  |
| 12. | «Disp_Tx_Skel_Mach_Murx [Mix]Farmers Manual»                                                                                     | 5:06     |  |
| 13. | «Overgoat [Mix]Void Manes» | 5:06     |  |
| 14. | «Over from Under the Dog, Girl & Boy Treatment [Mix]RLW»                                                                         | 4:04     |  |
| 15. | «Hard Revenge Milly Bloody Battle vs. The Melvin's (Con Cardopusher de los Five Deadly Venoms) Ozmatized Gore Police Speedranch» | 5:15     |  |
| 16. | «Punch the Limo Hiro Noodles (Bonus Track en Mp3)»                                                                               | [ 7 ]    |  |